# Byron Kennedy
Pour les articles homonymes, voir Kennedy.
Byron Kennedy est un producteur, directeur de la photographie, acteur et monteur australien, né le 18 août 1949 à Melbourne et mort le 17 juillet 1983 au barrage de Warragamba près de Sydney (Australie).

## Biographie
Il fonde la société de production Kennedy Miller, avec son fidèle associé et ami, George Miller. Leur premier film, intitulé Violence in the Cinema, Part 1 est produit en 1971. Le triomphe arrive en 1979 avec le film Mad Max. Suivront The Last of the Knucklemen, Mad Max 2 et des projets de deux feuilletons télévisés. Mais Byron Kennedy meurt tragiquement dans un accident d'hélicoptère au barrage de Warragamba en juillet 1983.

## Filmographie

### Comme producteur
- 1971 : Violence in the Cinema, Part 1
- 1979 : Mad Max
- 1979 : The Last of the Knucklemen
- 1981 : Mad Max 2
- 1983 : The Dismissal (feuilleton TV)
- 1984 : Cowra Breakout (feuilleton TV)

### Comme directeur de la photographie
- 1971 : Violence in the Cinema, Part 1
- 1973 : Come Out Fighting

### Comme acteur
- 1973 : The Office Picnic

### Comme monteur
- 1971 : Violence in the Cinema, Part 1